# Anderson Henriques
Anderson Freitas Henriques é um atleta brasileiro. 
Anderson saiu de sua cidade natal, Caçapava do Sul, e mudou-se para Porto Alegre no início de 2010, quando estava prestes a completar 18 anos. Foi quando ele começou a levar o atletismo mais a sério, passou a treinar no Sogipa e descobriu vocação para os 400m. Anderson compensou seu início tardio com um rápido crescimento. Já em seu ano de estréia, completou a prova em 46s24.
Nos Jogos Pan-Americanos de 2011, em Guadalajara, foi finalista, terminando em 8º lugar. Não fosse por uma febre de 38 graus, Anderson teria brigado por medalhas.
Na Universíada de 2011, em Shenzhen, foi finalista, terminando em 7º lugar.
Na Universíada de 2013 em Kazan, Anderson ganhou a medalha de prata.
No Campeonato Mundial de Moscou 2013, quebrou duas vezes o seu recorde pessoal, chegando à final. Correu abaixo dos 45 segundos pela primeira vez na vida na semifinal, com a marca de 44s95, quebrando um jejum de 14 anos: desde o Mundial de Sevilha 1999, quando Sanderlei Parrela ficou com a prata, atrás apenas da lenda americana Michael Johnson, o Brasil não tinha um finalista mundial nos 400m.